# Live Era: '87-'93
Live Era: '87-'93 je živým dvojalbem skupiny Guns N' Roses. Album vyšlo v roce 1999, poté, co většina původních členů skupinu opustila, nebo byla vyhozena. Většina písní byla nahrána během Use Your Illusion Tour v letech 1991–1993. Axl Rose dodatečně nahrál některé části ve studiu krátce před vydáním – všechny své vokály znovu nahrál a nahradil jimi původní.
Zajímavým aspektem alba je uvedení Matta Soruma a Gilbyho Clarka, kteří byli členy Guns N' Roses v letech 1990–1994, jako doplňkových hudebníků v bookletu alba a ne jako regulérních členů. Je to dáno tím, že Sorum i Clarke odešli z kapely po rozporech s Rosem.
Písně „November Rain“, „Pretty Tied Up“ a „Don't Cry“ byly nahrány při koncertu v roce 1992 v Tokyu, který byl vydán na DVD Use Your Illusion I.
Písně „Move to the City“ a „Estranged“ byly nahrány při stejném koncertu a jsou obsaženy na DVD Use Your Illusion II. Píseň „Knockin' on Heaven's Door“ byla nahrána na The Freddie Mercury Tribute Concert.
Zajímavým faktem je, že populární písně „Live and Let Die“ a „Civil War“ nebyly na album zařazeny.

## Seznam písní

### Disk 1
1. "Nightrain" – 5:18
2. "Mr. Brownstone" – 5:42
3. "It's So Easy" – 3:28
4. "Welcome to the Jungle" – 5:08
5. "Dust N' Bones" – 5:05
6. "My Michelle" – 3:53
7. "You're Crazy" – 4:45
8. "Used To Love Her" – 4:17
9. "Patience" – 6:42
10. "It's Alright" (Cover verze písně od Black Sabbath) – 3:07
11. "November Rain" – 12:29
12. "Coma" (Pouze japonská edice)

### Disk 2
1. "Out Ta Get Me" – 4:33
2. "Pretty Tied Up" – 5:25
3. "Yesterdays" – 3:52
4. "Move To The City" – 8:00
5. "You Could Be Mine" – 6:02
6. "Rocket Queen" – 8:27
7. "Sweet Child O' Mine" – 7:25
8. "Knockin' on Heaven's Door" – 7:27
9. "Don't Cry" – 4:44
10. "Estranged" – 9:52
11. "Paradise City" – 7:22